# رابرت ای لی (کشتی بخار)
رابرت ای لی(کشتی بخار) (به انگلیسی: Robert E. Lee (steamboat)) یک کشتی است که طول آن ۲۸۵٫۵ فوت (۸۷٫۰۲ متر) می‌باشد. این کشتی در سال ۱۸۶۶ ساخته شد.